# Euchlaena ochrearia
Euchlaena ochrearia är en fjärilsart som beskrevs av Mcdunnough 1940. Euchlaena ochrearia ingår i släktet Euchlaena och familjen mätare. Inga underarter finns listade i Catalogue of Life.